# عمر الناصري
عمر الناصري (اسم مستعار) من مواليد 1960، هو جاسوس بلجيكي من أصل مغربي استطاع التسلُّل إلى داخل تنظيم القاعدة بل حضر معسكرات التدريب في أفغانستان ثم قام بتمرير كل المعلومات إلى الاستخبارات الفرنسية والبريطانية. ذكر عمر في مقابلة حصرية مع هيئة الاذاعة البريطانية عُرضت يوم 16 نوفمبر من عام 2006 أن مخابرات المملكة المتحدة قد حذرت في منتصف 1990 من التهديد الذي يشكله تنظيم القاعدة، إلا أن الدولة لم تتصرف بسرعة كافية. يدعي عمر الناصري أيضا أن ابن الشيخ الليبي قد تعمّد مد المحققين في الولايات المتحدة بمعلومات كاذبة من أجل تشجيع الولايات المتحدة على الإطاحة بصدام حسين مما يسمح لتنظيم القاعدة باستخدام العراق كقاعدة جهادية رئيسية.
الكثير من المعلومات غامضة حول عمر الناصري هذا، حتى أن اسمه الحقيقي غير معروف بسبب خشية المخابرات على حياته. يقول عمر في إحدى الكتب التي ألفها أنه يُعاني من صمم على مستوى أذنه اليسرى وذلك بسبب حادث تعرض له في طفولته حيث كان يقوم بتنظيف أذنيه بالقطن قبل أن يندفع أحد إخوته باتجاهه ويتسبب في ثقب عميق لطُبل أذنه. بالرغم من كل هذا فمن غير الواضح ما إذا كان أصم في أذنه اليسرى أم اليمنى كما أنه غير معروف ما إذا كان هذا الحادث قد حدث فعلا أم لا.

## كتاب الناصري
ألّفَ الناصري كتابا بعنوان داخل الجهاد: حياتي كجاسوس مع تنظيم القاعدة وذكر فيه مجموعة من المعلومات -بعضها سري أو عُرض لأول مرة- كما تحدث عن عقده رفقة باقي زعماء التنظيم لاجتماعين من أجل القيام بجرد ومعرفة الأسر في المنطقة. تحدث في الكتاب أيضا عن شخصيتين رئيسيتين وهما عبد الرحمن خضر وعمر خضر حيث ذكر أن الثنائي كانا يعيشان في مخيم واحد. حكى الناصري أيضا عن تجربته في معسكر خلدن كما تحدث عن ابن الشيخ الليبي الذي كان مدير إحدى المخيمات الجهادية وكان يعمل إلى جانبه شابان هما حمزة وأسامة. وفقا للناصري دائما فإن الشابان كانا يتقاتلان باسمترار مع بعضها البعض؛ حيث ذكر أن المعارك لم تكن طبيعية وعادية بل كانت تشهد تبادلا لإطلاق النيران والضرب المبرح وما إلى ذلك. وثق الناصري كذلك شخصية أسامة حيث أكد على أنه كان متسرع كما كان يتحدث باستمرار عن نفسه ويتفاخر بها أمام الكل كما تفاخر بأهمية والده واستنتج الناصري أن أسامة هذا كان قريبا جدا من أسامة بن لادن بل ربما لعب الدور الأكبر في تشغيل تلك المخيمات الجهادية. وصف الناصري الابن الأكبر أيضا حيث وضح كيف أكثر هدوءا بكثير من شقيقه الأصغر كما تطرق للدور الريادي الذي لعبه خلال حصار خوست في عام 1991.